# Bronte : Chronique d'un massacre que les livres d'histoire n'ont pas raconté
Pour plus de détails, voir Fiche technique et Distribution.
Bronte : Chronique d'un massacre que les livres d'histoire n'ont pas raconté (Bronte: cronaca di un massacro che i libri di storia non hanno raccontato) est un film italien coproduit avec la Yougoslavie, réalisé par Florestano Vancini et sorti en 1972.
Le film raconte un épisode méconnu et controversé du Risorgimento : le massacre de Bronte lors de l'expédition des Mille en Sicile (1860). Il s'inspire d'un récit écrit par Giovanni Verga, Libertà.

## Synopsis
Sicile, à l'époque du Risorgimento et au moment de l'expédition des Mille : une insurrection populaire éclate au début du mois d'août 1860. Des édifices officiels sont saccagés et des personnes civiles assassinées. Garibaldi envoie un détachement de l'esercito meridionale, commandé par le général Nino Bixio et chargé de rétablir l'ordre...

## Fiche technique
- Titre français : Bronte : Chronique d'un massacre que les livres d'histoire n'ont pas raconté ou Bronte, Chronique d'un massacre[1]
- Titre original italien : Bronte: cronaca di un massacro che i libri di storia non hanno raccontato
- Titre serbo-croate : Bronte - Kronika jednog pokolja o kojem udzbenici historije
- Réalisation, sujet et scénario : Florestano Vancini
- Scénario : Nicola Badalucco, Fabio Carpi, Leonardo Sciascia
- Photographie : Nenad Jovicic - Eastmancolor
- Musique : Egisto Macchi (it)
- Montage : Roberto Perpignani (it)
- Décors : Mario Scisci
- Costumes : Silvana Pantani
- Production : Mario Gallo
- Pays d'origine :  Italie/ Yougoslavie
- Genre : Drame historique
- Durée : 109 minutes
- Dates de sortie :
  - Italie : 24 mars 1972 dans une version réduite (109 minutes)
  - France : 23 janvier 2002 au Festival du film italien de Villerupt, dans une version restaurée et entièrement rétablie (125 minutes)

## Distribution
- Ivo Garrani : Nicolò Lombardo
- Mariano Rigillo (it) : Nino Bixio
- Ilija Dzuvalekovski : Nunzio Cesare
- Rudolf Kukić : Ignazio Cannata
- Miodrag Loncar : Rosario Leotta
- Filippo Scelzo (it) : Padre Palermo
- Loris Bazzocchi (it) : Longhitano Longi